# Biougra
Biougra is een stad in Marokko en is de hoofdstad van de provincie Chtouka-Aït Baha.
In 2014 telde Biougra 37.933 inwoners.